# Urbainville
Urbainville est une communauté du Canada située dans le comté de Prince, sur l'Île-du-Prince-Édouard. Elle se trouve au nord-ouest de Summerside.

## Personnalités
- Melvin Gallant, écrivain né à Urbainville en 1932.